# Shimun XIX Benyamin
Mar Shimun XIX Benyamin (Qodchanis, 1885 – Salmas, 3 marzo 1918) è stato un vescovo cristiano orientale siro, patriarca della Chiesa assira d'Oriente dal 1903 al 1918.

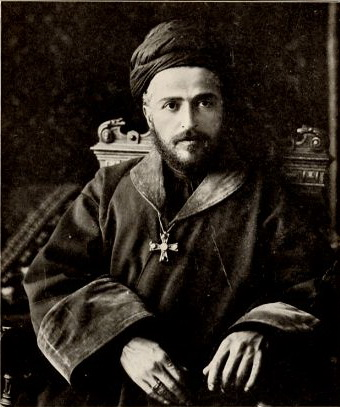
Il patriarca in una foto anteriore al 1916.

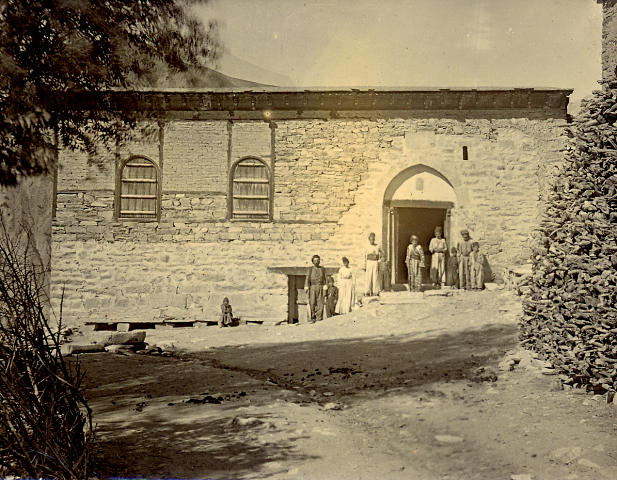
Il fianco sinistro della cattedrale patriarcale Mar Shalita a Qodchanis. Foto scattata da missionari britannici nel 1904.

In alcune cronotassi patriarcali è indicato come Shimun XXI.

## Biografia
Beniamino apparteneva all'illustre famiglia dei Shimun (o Shimunaya), dalla quale da secoli erano scelti per via ereditaria i patriarchi della Chiesa assira d'Oriente. Essi risiedevano in quel tempo a Qodchanis, un villaggio nell'odierna provincia di Hakkâri in Turchia. I cristiani assiri, prevalentemente contadini o allevatori, erano organizzati in tribù e riconoscevano nel patriarca il loro capo supremo, sia in campo spirituale che in quello temporale. Questo status era riconosciuto dall'Impero Ottomano, che lasciava una certa autonomia agli assiri sotto la guida del loro patriarca. In diverse occasioni tuttavia, subirono assalti e massacri ad opera dei curdi, come avvenne all'inizio del XIX secolo, nel 1860, e soprattutto negli anni 1895-1896, con il tacito assenso delle autorità ottomane.
Il padre di Beniamino, Ishaya, era fratello del patriarca Mar Shimun XVIII Rowil. Nel 1895, per ragioni familiari e politiche, il patriarca destituì il natar kursya designato, il nipote Abraham Shimounaya, e scelse Beniamino come suo erede al patriarcato. Beniamino ricevette la sua educazione religiosa dallo zio e dai missionari anglicani locali, e fu consacrato metropolita (matran) dal patriarca Shimun XVIII, poco prima di morire.
Il 23 marzo 1903 morì lo zio Shimun XVIII, e gli succedette Beniamino, che fu consacrato con il nome di Shimun XIX nella piccola cattedrale patriarcale di Mar Shalita a Qodchanis.
Simone XIX consacrò per la prima volta vescovi due chierici che non provenivano da famiglie episcopali, cioè da quelle da cui tradizionalmente venivano scelti i vescovi. Nel 1907 fu consacrato Mar Abimalek Timoteo per la metropolia del Malabar e di tutta l'India e nel 1909 fu la volta dell'arcidiacono Davide di Tkhouma, consacrato con il nome di Mar Aprim (Efrem) per la sede di Urmia, che era stato il suo formatore ed educatore.
Con l'inizio della prima guerra mondiale, si fece sempre più difficile la situazione dei cristiani nelle regioni montagnose del nord della Mesopotamia e del Kurdistan. A partire da giugno 1915 i cristiani assiri iniziarono a fuggire; la stessa Qodchanis fu attaccata e distrutta. Il patriarca, con buona parte della sua famiglia e dei suoi fedeli si stabilirono attorno a Urmia e a Salmas nei pressi del lago di Van.
A partire dal 1916, il patriarca cercò di costituire un esercito di volontari assiri per difendersi, e con l'intento di ottenere dagli inglesi e dai russi una propria patria indipendente, promessa dagli uni e dagli altri ma senza grande successo. Lo stesso Shimun XIX si mise a capo del reggimento di cavalleria del piccolo esercito di volontari assiri che insorse contro l'esercito ottomano, guidato dal generale Agha Petros. Ma le sorti della guerra furono a sfavore dei cristiani e dei loro interessi; molti fuggirono, mentre molti altri trovarono la morte per mano dell'esercito regolare ottomano e delle milizie curde.
Anche Simun XIX trovò la morte il 3 marzo 1918, con 150 dei suoi uomini, ucciso dalle milizie dell'agha curdo Simko Shikak, nella piana di Salmas. Le spoglie del patriarca furono deposte dal vescovo di Alqosh Mar Eliya Abouna nel cimitero armeno di Khosrova presso Salmas.
Gli succede come patriarca della Chiesa assira d'Oriente il fratello Mar Shimun XX Paulos.